# NGC 5489
NGC 5489 је спирална галаксија у сазвежђу Кентаур која се налази на NGC листи објеката дубоког неба.
Деклинација објекта је - 46° 5' 20" а ректасцензија 14h 12m 0,7s. Привидна величина (магнитуда) објекта NGC 5489 износи 12,2 а фотографска магнитуда 13,1. Налази се на удаљености од 39,7000 милиона парсека од Сунца. NGC 5489 је још познат и под ознакама ESO 271-21, PGC 50701.